# Parecida a Starking
Parecida a Starking es el nombre de una variedad cultivar de manzano (Malus domestica). Esta manzana es originaria de Galicia, está cultivada en la colección de árboles frutales y banco de germoplasma de Mabegondo con el Nº 332; ejemplares procedentes de esquejes localizados en Becerreá (Lugo).

## Sinónimos
- "Manzana Parecida a Starking",[4][5]
- "Maceira Parecida a Starking".

## Características
El manzano de la variedad 'Parecida a Starking' tiene un vigor medio. Tamaño grande y porte erguido.
Época de inicio de brotación a partir del 10 de abril y de floración a partir del 19 de abril.
Las hojas tienen una longitud del limbo de tamaño medio, con la máxima anchura del limbo es media. Longitud de las estípulas es larga y la máxima anchura de las estípulas es media. Denticulación del borde del limbo es ondulado, con la forma del ápice del limbo mucronado y la forma de la base del limbo es obtuso. Con subestípulas ausentes.
Sus flores tienen una longitud de los pétalos corta, con una anchura de los pétalos estrecha, disposición de los pétalos en contacto entre sí, con una longitud del pedúnculo media.
La variedad de manzana 'Parecida a Starking' tiene un fruto de tamaño medio, de forma oblonga, de color bicolor, con chapa lavada, e intensidad media. Epidermis de textura desigual, con pruina en su superficie y con presencia de cera débil. Sensibilidad al "russeting" (pardeamiento áspero superficial que presentan algunas variedades) muy poco sensible. Con lenticelas de tamaño medio.
Los sépalos están dispuestos de forma variable, y variable en su base; su fosa calicina es profunda y de una anchura media. Pedúnculo de grosor grueso y de longitud medio, siendo la cavidad peduncular de una profundidad poco profunda y de anchura estrecha. Con pulpa de color blanca, cuya firmeza es intermedia y su textura es intermedia; su jugosidad es jugosa, con sabor de acidez media, y aromática.
Época de maduración y recolección desconocido. 'Parecida a Starking' es una manzana que su destino es la conservación de esta variedad en el banco de germoplasma de Mabegondo como reserva genética.

## Susceptibilidades
- Oidio: ataque débil
- Moteado: no presenta
- Raíces aéreas: ataque débil
- Momificado: no presenta
- Pulgón lanígero: ataque débil
- Pulgón verde: ataque medio
- Araña roja: no presenta
- Chancro del manzano: no presenta.[3]